# Artabotrys cagayensis
Artabotrys cagayensis är en kirimojaväxtart som beskrevs av Elmer Drew Merrill. Artabotrys cagayensis ingår i släktet Artabotrys och familjen kirimojaväxter. Inga underarter finns listade i Catalogue of Life.